# Södermanlands runinskrifter 244
Runinskrift Sö 244 är en runsten som står på ett gravfält och en villatomt på Lidavägen 8 i Tungelsta, Västerhaninge socken och Sotholms härad på Södertörn.

## Stenen
Stenen som är omnämnd redan 1667 har fått en konstnärligt utförd ornamentik som består av två ormar sammanflätade i en dubbelåtta och mellan dessa finns i ristningens övre del ett inkilat kristet kors. Motivet fyller hela bildytan på den 155 centimeter höga och 138 centimeter breda gråstenen. Den är placerad nere vid den nu försvunna byn Tuna som stävsten i en skeppssättning anlagd på yngre järnåldern. Inskriften är märklig på så vis att den inte direkt ger någon begriplig mening, endast orden "Gudbjörn reste" går att tyda. En translitterering och översättning följer på inskriften nedan:

## Inskriften
Translitterering av runraden:
+ kuþbiarn : rest : nt ...þ...i...u ¶ fi-fþr---...is-na : uikskr : ru : rubr
Normalisering till runsvenska:
Guðbiorn ræisti/ræist .../at(?) ... ... uikskr ru rubr.
Översättning till nusvenska:
Gudbjörn reste...
Magnus Källström påpekar, att det går också att läsa Gudbjörn riste, och att resten kunde vara nonsens utan mening. På grund av att ornamentiken är skickligt utförd, man kan uppfatta att det är en ofullbordad ristning, eller att poängen var att  meddela att just Gudbjörn ristat/rest stenen och sedan fyllt resten av slingan med obegripliga runföljder.